# カウエ県
カウエ県（カウエけん、 ポルトガル語: Distrito de Caué）は、サントメ・プリンシペのサントメ州を構成する県の一つである。県都はサン・ジョアン・ドス・アンゴラレスである。人口は7,520人（2020年推定）で、同国の県では最も少ない。
サントメ島の南部及び、サントメ島南側、赤道直下にあたるロラス島などの小島嶼にあたる。陸地総面積267平方キロメートルのうち多くの部分が熱帯雨林に覆われており、多くの部分が未開発地域であるため、自動車の入れる部分は僅かである。耕作は谷あいの僅かな土地で行われている。